# الصين العظمى

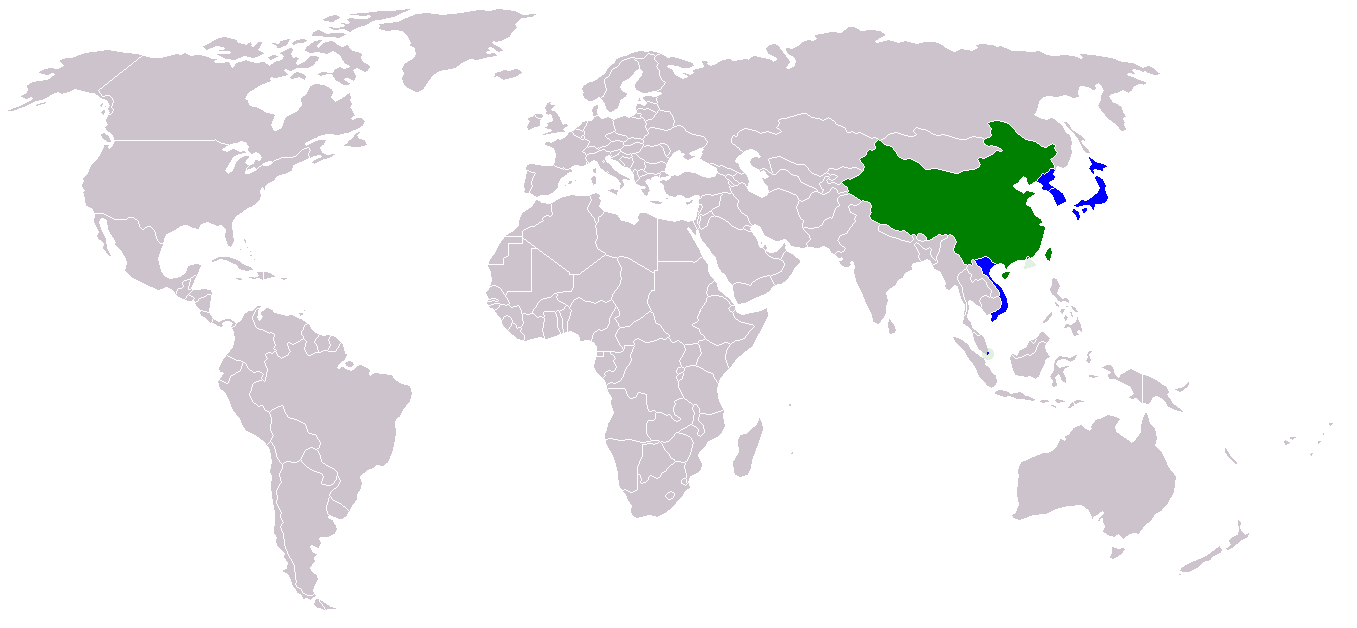
الصين العظمى، المناطق باللون الأخضر الداكن تمثل المناطق الصينية، المناطق باللون الأخضر الفاتح تمثل مناطق متأثرة بالثقافة الصينية.

الصين العظمى (بالإنجليزية:Greater China الصينية المبسطة: 大中华地区؛ الصينية التقليدية: 大中華
地區) هو مصطلح يطلق على الأقليم المدارة بواسطة جمهورية الصين الشعبية (بما في ذلك هونغ كونغ وماكاو) والأقاليم المدارة بواسطة تايوان. هذا المصطلح الأكثر انتشارا في الاقتصاد والمجتمع والاستثمار.
أحيانا يشمل هذا المصطلح سنغافورة، لأن عدد الصينين المقيمين هناك يساوي 75.2% من مجموع السكان. كما قد يتضمن ماليزيا التي يقطن فيها 7.59 مليون صيني.